# حادثه در خانه ییلاقی کلاولی
حادثه در خانه ییلاقی کلاولی (انگلیسی: Incident at Clovelly Cottage) یک فیلم کوتاه و صامت بریتانیایی است که در سال ۱۸۹۵ منتشر شد. این فیلم توسط بیرت ایکر فیلمبرداری شد.